# Touch Na Takuatung
Touch Na Takuatung (thajsky ทัช ณ ตักั่วทุ่ง) (* 17. února 1969, Bangkok) známý jako Touch, je thajský zpěvák a herec, který je považován za průkopníka[zdroj?] žánru elektronický pop. V roce 1990 se stal zpěvákem pod RS Promotion.

## Diskografie

### Alba
- 1990: Sampas Touch (สัมผัสทัช; „Touch“)
- 1991: Touch Thunder (vydáno: červen)
- 1993: Mahassachan (มหัศจรรย์; „Miracle“; vydáno: 16. dubna)
- 1995: Touch V-4 (vydáno: 1. dubna)
- 1998: Touch Cyclone
- 1999: Touch Happiness (บันเทิงเริงใจ; vydáno: listopad)
- 2001: Sparking Touch
- 2014: Touch Screen